# Tiếng Sindh
Tiếng Sindh (tiếng Sindh: سنڌي, chữ Devanagari: सिन्धी, Sindhī) là ngôn ngữ của vùng Sindh của Pakistan và là một trong 23 ngôn ngữ được công nhận theo Hiến pháp Ấn Độ. Tiếng Sindh ước tính có khoảng 34.410.910 người sử dụng ở Pakistan. Đây là ngôn ngữ lớn thứ ba ở nước này và là ngôn ngữ chính thức của tỉnh Sindh. Ở Ấn Độ có khoảng 2.820.485 người nói tiếng Sindh. Chính phủ Pakistan chỉ phát thẻ căn cước quốc gia cho công dân bằng tiếng Urdu và tiếng Sindh.
Tiếng Sindh thuộc nhóm ngôn ngữ Ấn-Aryan của nhánh Ấn-Iran của ngữ hệ Ấn-Âu. Ngôn ngữ này có ảnh hưởng từ các phiên bản địa phương khi nói tiếng Phạn và từ những người nói tiếng Baloch ở tỉnh Balochistan lân cận. Hầu hết những người nói tiếng Sindh tập trung ở tỉnh Sindh và ở Kutch thuộc Ấn Độ nơi tiếng Sindh là ngôn ngữ địa phương. Những người nói tiếng Sindh còn lại tại Ấn Độ gồm có người Sindh theo Ấn Độ giáo, những người này đã di cư từ tỉnh Sindh sang Ấn Độ sau sự chia cắt Ấn Độ-Pakistan và cộng đồng người Sindh theo Do Thái giáo trên thế giới.

## Phân bổ địa lý
Tiếng Sindh được sử dụng tại Sindh, Balochistan và Khyber Pakhtunkhwa của Pakistan. Tiếng Sindh là ngôn ngữ thứ nhất trong giảng dạy trong các trường công trong tỉnh Sindh và một số nơi ở Karachi và là ngôn ngữ thứ hai tại Karachi và Balochistan. Những người nói tiếng Sindh tại Ấn Độ chủ yếu là các bộ lạc. Ulhasnagar ở gần Mumbai là nơi những người nói tiếng Sindh tập trung nhiều nhất.
Tiếng Sindh có vốn từ vựng rộng và văn phạm rất cổ. Xu thế này khiến đây trở thành hứng thú cho nhiều nhà văn và do đó một khối lượng lớn các tác phẩm thơ văn được viết bằng tiếng Sindh.
Trước khi chuẩn hóa chính tả tiếng Sindh, một số dạng chữ Devanagari và chữ Lunda đã được sử dụng trong buôn bán và phổ biến trong tất cả những người Sindh. Vì mục đích tôn giáo và văn chương, một dạng hiện đại hóa chữ Ba Tư-Ả Rập được gọi là Ab-ul-Hassan và Gurmukhi đã được sử dụng. Hai dạng khác, Khudawadi và Shikarpuri đã được thử để cải cách chữ Landa. Thời ký Anh Quốc kiểm soát vào cuối thế kỷ 19, chữ viết trên cơ sở Ả Rập được quy định là chuẩn sau nhiều cuộc tranh luận và chữ Devanagari cũng được đề cập.